# Corymbichneumon
Corymbichneumon är ett släkte av steklar. Corymbichneumon ingår i familjen brokparasitsteklar.
Kladogram enligt Catalogue of Life:
| Corymbichneumon | \| \| Corymbichneumon carinifer \| \| \| \| \| \| Corymbichneumon convexius \| \| \| \| |
|                 | \| \| Corymbichneumon carinifer \| \| \| \| \| \| Corymbichneumon convexius \| \| \| \| |
|                 | Corymbichneumon carinifer                                                               |
|                 |                                                                                         |
|                 | Corymbichneumon convexius                                                               |
|                 |                                                                                         |